# Mare de Déu d'Aràbia
La Mare de Déu d'Aràbia és una advocació mariana venerada a Kuwait i Bahrain.
La devoció a la Mare de Déu d'Aràbia va ser promulgada pel papa Pius XII, qui va autoritzar el seu culte, mentre que el papa Joan XXIII va coronar canònicament la imatge el 25 de març de 1960 a través del cardenal Valeriano Gracias. El 5 de gener de 2011, la Congregació per al Culte Diví i la Disciplina dels Sagraments la va proclamar patrona del Vicariat Apostòlic d'Aràbia del Nord i va designar la seva festa el dissabte anterior al segon diumenge del temps ordinari, amb autorització per celebrar-la també divendres o diumenge.

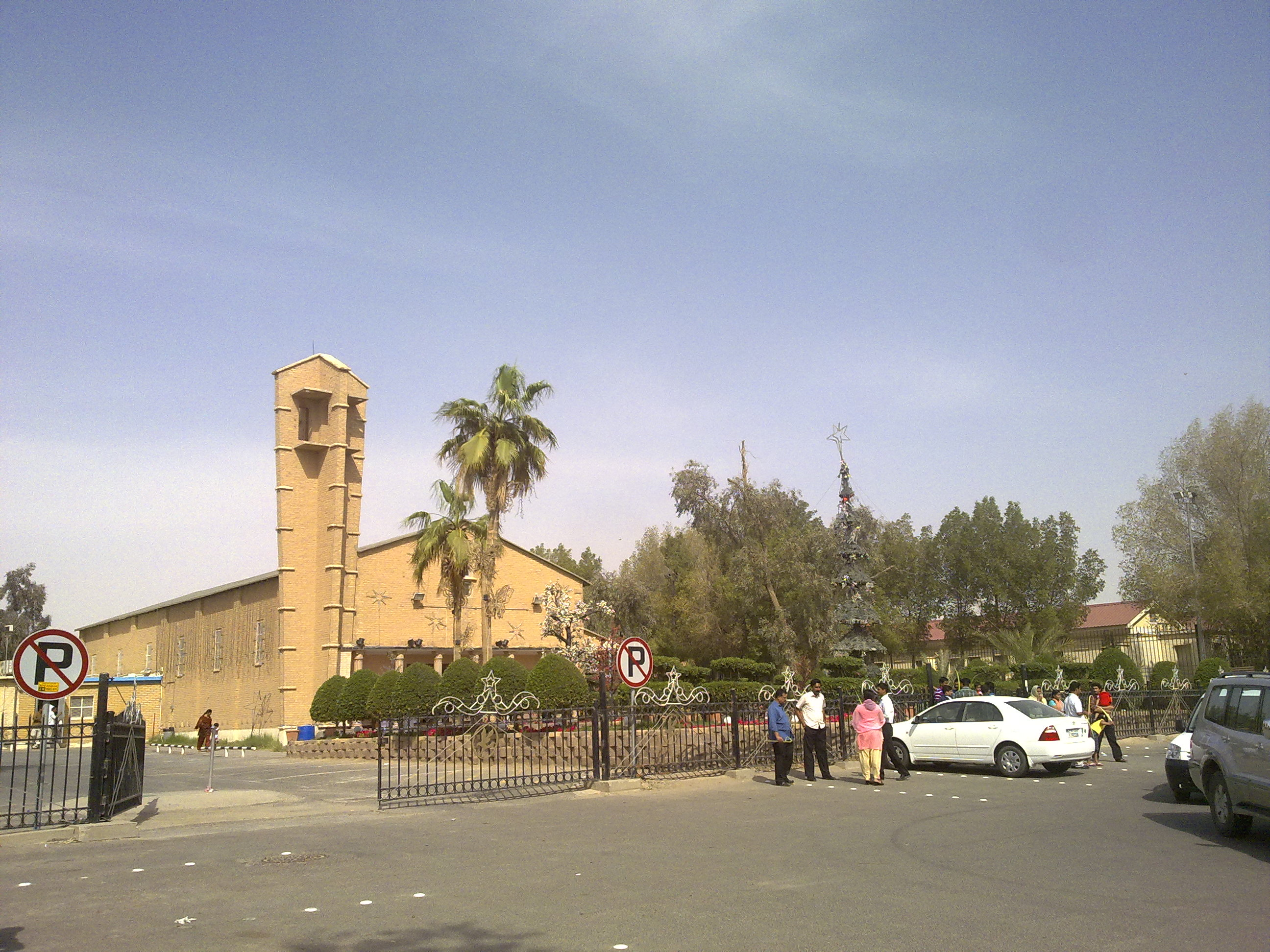
Parròquia de La Mare de Déu d'Aràbia, a Al Ahmadi, Kuwait.

## Història
La imatge original deriva d'una pintura de la Mare de Déu del Carme portada el primer de maig de 1948 a Al Ahmadi, Kuwait. El 8 de desembre del mateix any, dia de la Puríssima, el pare Teofano Ubaldo Stella, de l'Ordre dels Carmelites, va emmarcar la imatge i la va disposar per a pública veneració en una capella situada al seu propi habitatge. Al maig de 1949 la pintura va ser retirada, emprant posteriorment la Legió de Maria la seva pròpia imatge de la Medalla Miraculosa, el que va encoratjar el pare Stella a comissionar una escultura a Itàlia a la firma Rosa i Zanzio Ditta, la qual va tallar una estàtua de la Mare de Déu amb el Nen a partir d'un bloc sòlid de cedre del Líban. La imatge va ser portada davant el papa Pius XII, que la va beneir el 17 de desembre de 1949.
El 6 de gener de 1950, durant la festa del Nadal ortodox, l'estàtua va ser retornada a Kuwait per a la seva pública veneració, sent portada en processó del port de Shuwaikh fins a la petita capella a la residència del pare Stella per a ser venerada com a patrona i protectora dels petroliers, mentre que el 1954 diversos soldats kuwaitians van viatjar a Roma pel 100è aniversari del dogma de la Immaculada Concepció i van presentar una rèplica a la Parròquia de Santa Teresa. El 16 de setembre del mateix any la rèplica va ser conduïda davant el papa Pius XII, qui va beneir la imatge a Castel Gandolfo a més d'enviar el maig de 1956 un ciri especial (triat pel mateix papa d'entre els ciris disposats aquell any a Roma amb motiu de la Candelera) a la nova parròquia aixecada a Al Ahmadi. La imatge original va ser portada allí en processó un mes després de la benedicció del temple, sol·licitant el bisbe Stella a la Santa Seu la proclamació de la Verge Maria com a patrona de Kuwait sota el títol de La Mare de Déu d'Aràbia; Pius XII va atorgar el seu consentiment mitjançant la butlla papal Regnum Mariae el 25 d'agost de 1957. Amb motiu d'aquest esdeveniment, es van elaborar dues corones d'or (una per a la Mare de Déu i una altra per al Nen Jesús) adornades amb robins i diamants (a més d'una gran perla del Golf donada per Stella) les quals van ser portades a Roma, on el papa Joan XXIII les va beneir personalment el 17 de març de 1960 i va autoritzar la coronació canònica, la qual va tenir lloc el 25 de març del mateix any a través del llegat apostòlic el cardenal Valeriano Gracias, arquebisbe de Bombai (el document pontifici va ser signat i atestat pel cardenal Domenico Tardini el 9 de gener de 1960). El 5 de gener del 2011, el papa Benet XVI va aprovar el patronatge de la imatge atorgant-li el títol de patrona del Vicariat Apostòlic d'Aràbia del Nord.
El 10 de desembre de 2021 fou consagrada, per part del cardenal Luis Antonio Tagle, la catedral de la Mare de Déu d'Aràbia a Awali, a Bahrain.